# Prasinocyma flavicosta
Prasinocyma flavicosta är en fjärilsart som beskrevs av W. Warren 1897. Prasinocyma flavicosta ingår i släktet Prasinocyma och familjen mätare. Inga underarter finns listade i Catalogue of Life.